# Roter Weichkäfer
Der Rote oder Rotgelbe Weichkäfer (Rhagonycha fulva) ist ein Käfer aus der Familie der Weichkäfer (Cantharidae).

## Merkmale
Rote Weichkäfer werden 7 bis 10 Millimeter lang. Sie sind fast am ganzen Körper rotgelb gefärbt, nur die hinteren Enden der Deckflügel sind dunkel, bei manchen Tieren auch nach vorne auslaufend gefärbt. Ihre Fühler sind lang und fadenförmig. Die ersten beiden Glieder sind rötlich, die restlichen sind braun. Die Beine sind orange, nur die beilförmigen und breiten Tarsen sind dunkel. 

## Ähnliche Arten
- Rhagonycha lutea

## Vorkommen
Die Tiere sind in Europa, außer im hohen Norden, bis nach Sibirien bis in niedrige Berglagen weit verbreitet und sehr häufig. Sie leben auf Feldern, Wiesen und in Gärten, insbesondere auf Doldenblütlern. Sie fliegen ab Mai und vor allem im Juli und August.

## Lebensweise
Die tagaktiven Tiere jagen vor allem auf Blüten nach kleinen Insekten. Oft findet man die Tiere in großer Zahl gemeinsam auf Doldenblüten sitzen. Nach der recht lange dauernden Paarung legen die Weibchen die Eier ab. Die Larven jagen am Boden nach Schnecken und Insekten. Nach einem Jahr und mehreren Häutungen verpuppen sie sich.

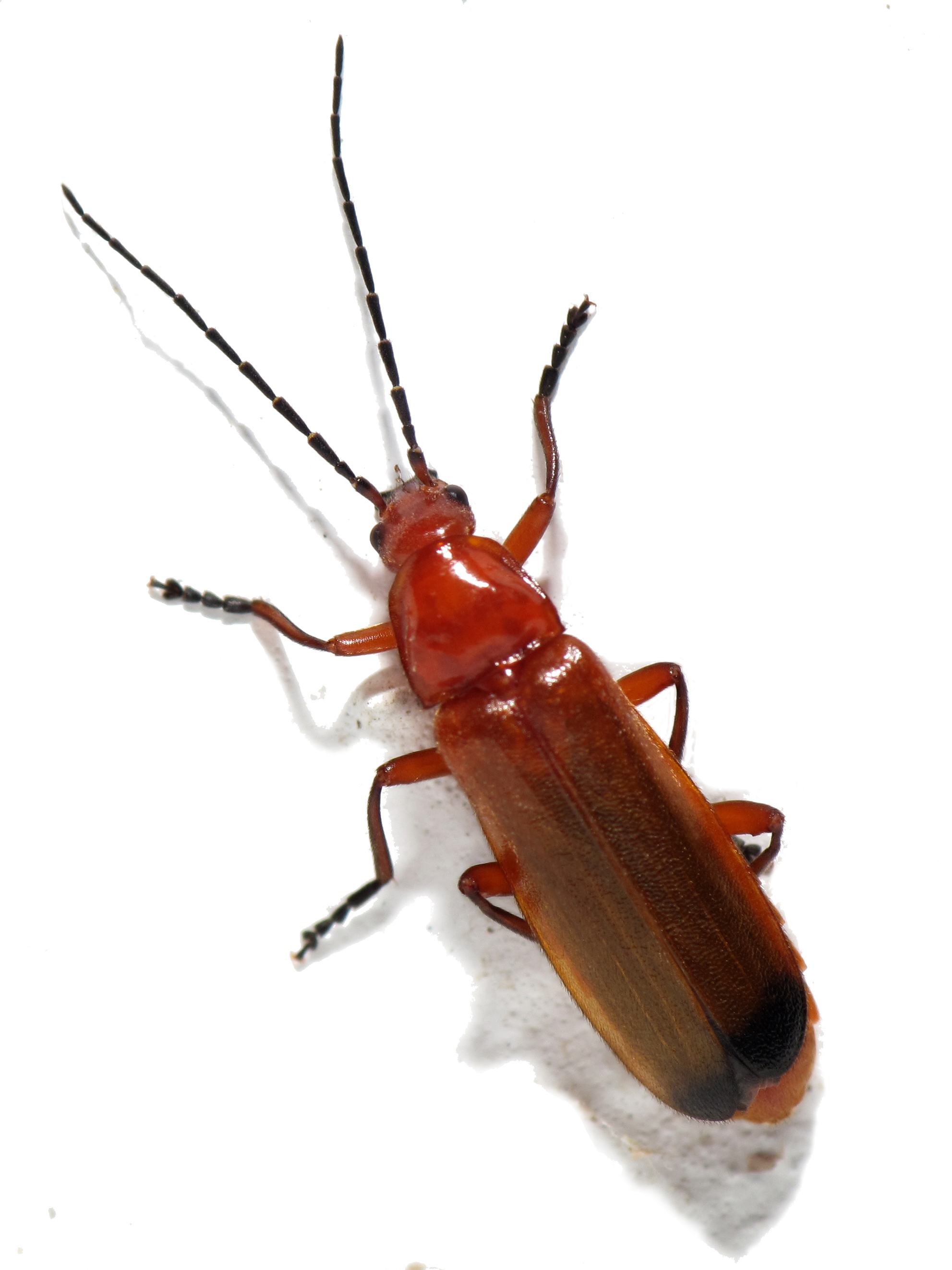
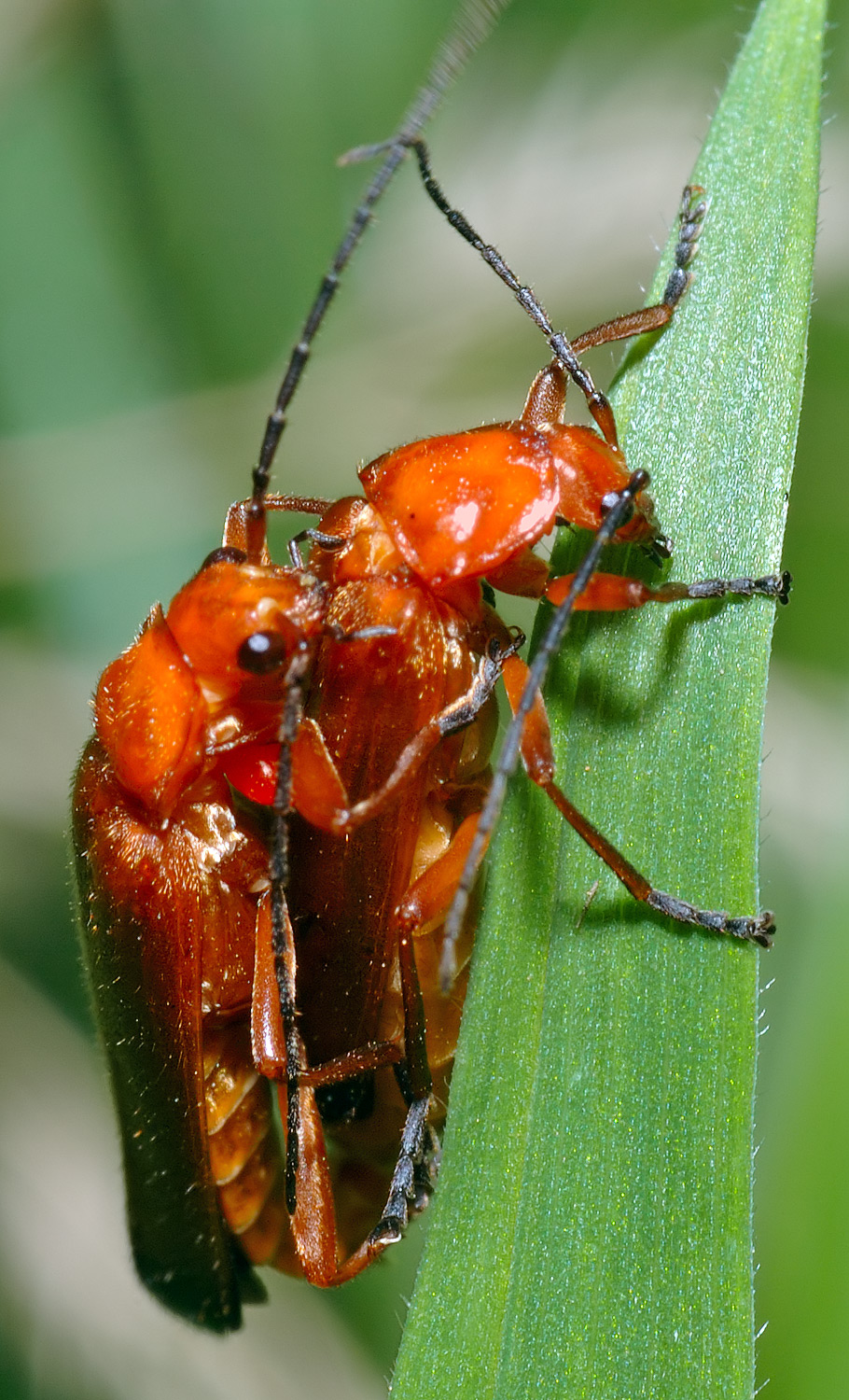
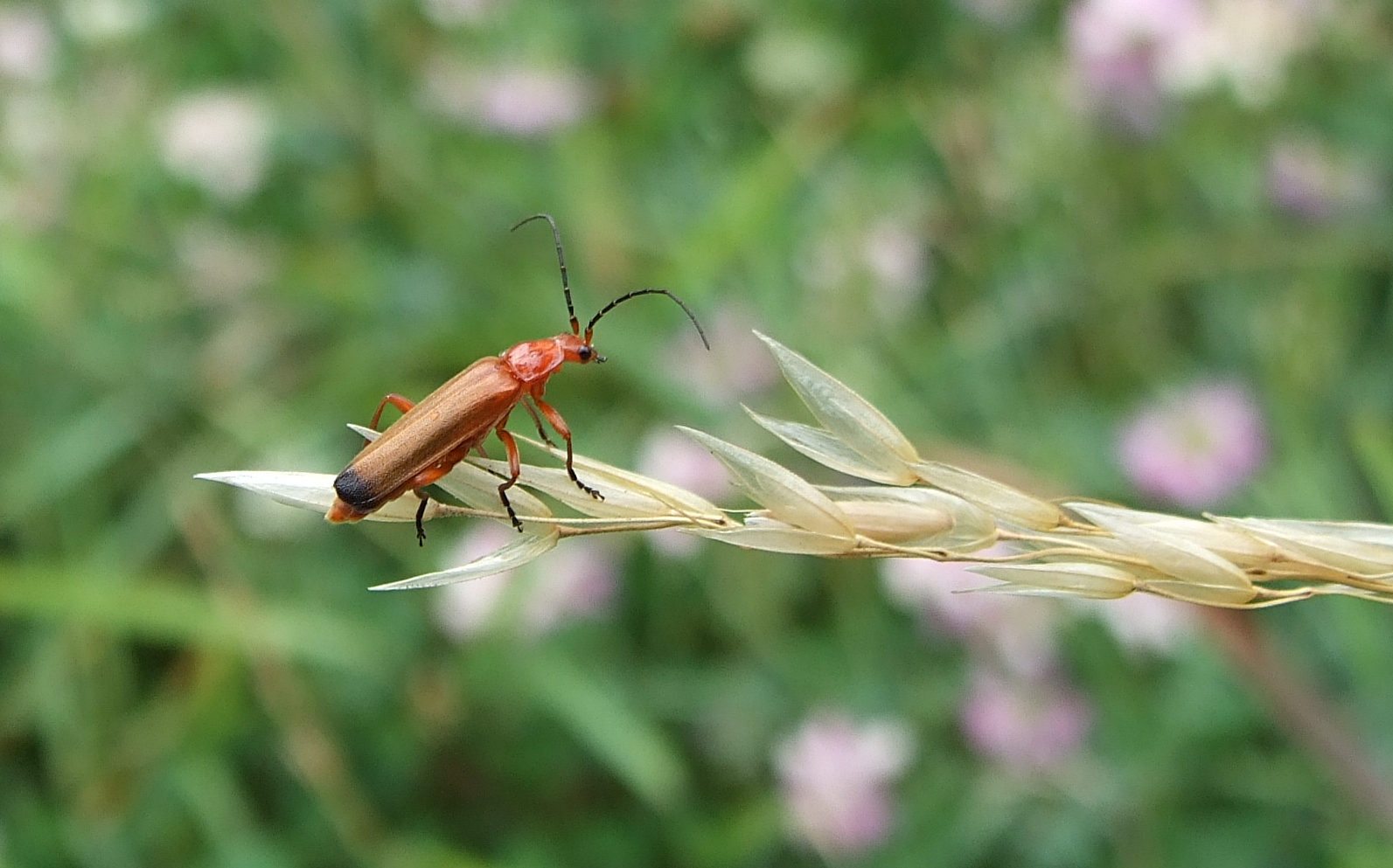
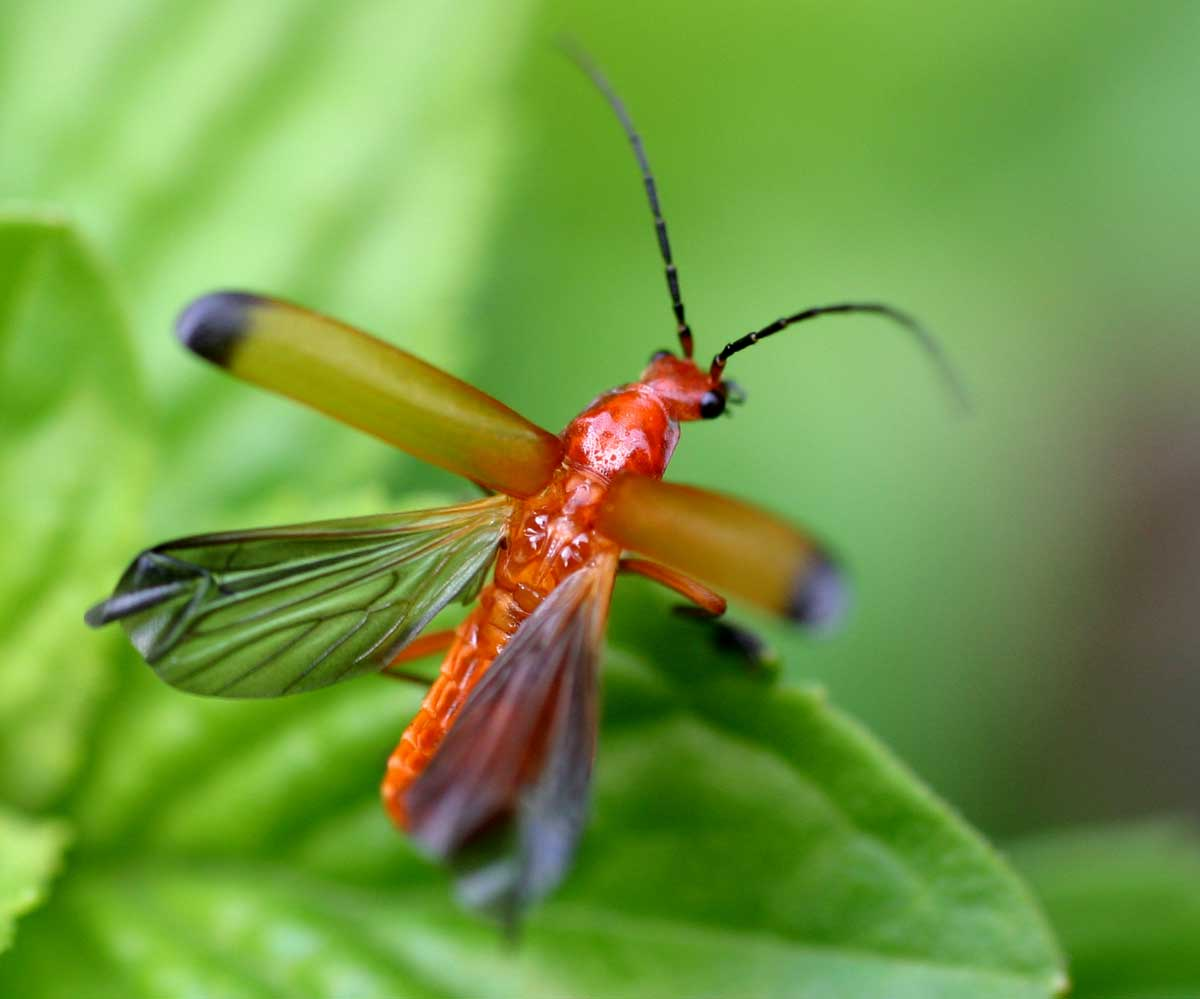
Beim Abflug
- Paarung (Video, 2m 32s)